# Answer (加藤和樹の曲)
『Answer』（アンサー）は、加藤和樹の15枚目のシングル楽曲である。

## 概要
- TYPE A盤とTYPE B盤の2種類がある。それぞれ「Answer」のミュージックビデオと、12月にdTVで放送されたドキュメント映像を収録したDVD付き。
- リリースに先駆けて、2019年2月13日より「Answer」が各種音楽配信サイトにて先行配信予定。
- TYPE Bには「こんな時代だからこそ人の心にそっと寄り添いギュッとつかまれた楽曲」と初めて聴いたときに鮮烈な印象を受け、さだまさしの「奇跡〜大きな愛のように〜」のカバーが収録される[1]。

## 収録曲
1. Answer
作詞：加藤和樹　作曲：SMH　編曲：宮田“レフティ”リョウ
2. ordinary days　※TYPE Aにのみ収録
作詞：加藤和樹　作曲/編曲：渡辺未来
3. 奇跡〜大きな愛のように〜　※TYPE Bにのみ収録
作詞/作曲：さだまさし
さだまさしの楽曲カバー